# Jamesbrittenia incisa
Jamesbrittenia incisa là một loài thực vật có hoa trong họ Huyền sâm. Loài này được (Thunb.) Hilliard mô tả khoa học đầu tiên năm 1992.